# Montefalco
Montefalco is een gemeente in de Italiaanse provincie Perugia (regio Umbrië) en telt 5686 inwoners (31-12-2004). De oppervlakte bedraagt 69,3 km², de bevolkingsdichtheid is 82 inwoners per km².
De volgende frazioni maken deel uit van de gemeente: Casale, Cerrete, Turrita, Pietrauta, Montepennino, Madonna della Stella, Fratta, Camiano, Torre di Montefalco, San Marco.

## Demografie
Montefalco telt ongeveer 2067 huishoudens. Het aantal inwoners steeg in de periode 1991-2001 met 2,6% volgens cijfers uit de tienjaarlijkse volkstellingen van ISTAT.
| Jaar | Inwoneraantal |
| ---- | ------------- |
| 1991 | 5485          |
| 2001 | 5630          |
| 2017 | 5581          |
| 2022 | 5372          |

## Geografie
De gemeente ligt op ongeveer 473 m boven zeeniveau.
Montefalco grenst aan de volgende gemeenten: Bevagna, Castel Ritaldi, Foligno, Giano dell'Umbria, Gualdo Cattaneo, Trevi.